# Temnohajce
Temnohajce (ukr. Темногайці) – wieś na Ukrainie  w obwodzie tarnopolskim, w rejonie krzemienieckim.